# Sender Ehndorf
Der Sender Ehndorf, auch bekannt als Sender Neumünster, war ein Mittelwellensender der Media Broadcast GmbH. Standort ist Ehndorf in Schleswig-Holstein.

## Aufbau
Als Sendeantenne kam eine Richtantenne, bestehend aus zwei 65 Meter hohen Stahlgittermasten mit dreieckigem Querschnitt, zum Einsatz. Die Richtstrahlung war notwendig, um gegenseitige Störungen mit einem auf der gleichen Frequenz sendenden Mittelwellensender im über 1360 Kilometer entfernten Novi Sad (Serbien) zu vermeiden.

## Geschichte
Die Sendeanlage ging im November 1967 zunächst mit 600 kW Leistung auf der Frequenz 1268 kHz in Betrieb. Hierfür kamen zwei 300 kW starke Röhrensender zum Einsatz, die zu 600 kW zusammengeschaltet wurden. Mit Inkrafttreten des Genfer Wellenplans im Jahr 1978 wurde die Frequenz leicht auf 1269 kHz geändert.
Der Sender wurde 1986 für 6,5 Millionen Deutsche Mark erneuert, was heute etwa 7,1 Millionen Euro entsprechen würde.
Von 1967 bis 1994 wurde in den Tagstunden das deutschsprachige Programm des Deutschlandfunks für Hörer in der damaligen DDR und in den Abendstunden fremdsprachige Programme auf Dänisch, Niederländisch, Englisch, Norwegisch und Schwedisch für Hörer in Nordwesteuropa ausgestrahlt. Am 1. Juni 1993 wurden die fremdsprachigen Programme des Deutschlandfunks von der Deutschen Welle übernommen, die die Sendungen aus Ehndorf enorm reduzierte. Am 1. Januar 1994 entfielen die fremdsprachigen Sendungen komplett und es wurde seitdem rund um die Uhr das Programm des Deutschlandfunks übertragen.
1995 wurde die Leistung von 600 kW auf 300 kW reduziert. 2005 installierte Transradio einen neuen 800-kW-Sender (TRAM 800), die Sendeleistung wurde jedoch nie über 300 kW erhöht.
Der Sender Ehndorf sollte ursprünglich zum 31. Dezember 2014 abgeschaltet werden. Dies folgt aus einer Forderung der KEF, die die Abschaltung sämtlicher Mittelwellen- und Langwellensender der öffentlich-rechtlichen Rundfunkanstalten forderte. Als alternativer Empfangsweg für die von hier aus ausgestrahlten Seewetterberichte sollen künftig DAB sowie das Internet genutzt werden. Der Abschalttermin wurde nach Protesten auf Ende 2015 verschoben. 
Am Abend des 31. Dezember 2015 wurde der Sender wie alle anderen Mittelwellensender des Deutschlandfunks kurz vor Mitternacht abgeschaltet. Hierbei wurde nicht, wie auf den anderen DLF-MW-Frequenzen, zuvor das Pausenzeichen gesendet, sondern das laufende Programm abrupt abgebrochen.
Anfang Juli 2018 wurden die Senderanlagen demontiert.

## Sonstiges
Aufgrund der guten Ausbreitungsbedingungen auf der Nordsee und auf der Ostsee wurde der Sender Ehndorf auch zur Ausstrahlung von Seewetterberichten benutzt. Hierfür wurden täglich um 1:05 Uhr, 6:40 Uhr, 11:05 Uhr, während der Sommerzeit auch um 21:05 Uhr Seewetterberichte anstelle des Deutschlandfunks ausgestrahlt.